# Бурцев Михайло Іванович
Михайло Іванович Бурцев (рос. Михаил Иванович Бурцев, нар. 21 червня 1956, Москва, СРСР — 16 жовтня 2015, Москва, Росія) — радянський фехтувальник на шаблях, дворазовий олімпійський чемпіон (1976 та 1980 роки) та дворазовий срібний (1980 та 1988 роки) призер Олімпійських ігор, шестиразовий чемпіон світу.

## Виступи на Олімпіадах
| Олімпіада     | Дисципліна          | Місце |
| ------------- | ------------------- | ----- |
| Монреаль 1976 | командна шабля      | 1     |
| Москва 1980   | індивідуальна шабля | 2     |
| Москва 1980   | командна шабля      | 1     |
| Сеул 1988     | командна шабля      | 2     |